# Milimetr słupa rtęci
Milimetr słupa rtęci (mmHg) – pozaukładowa jednostka miary ciśnienia równa 133,322387415 Pa. Uprzednio jednostka była zdefiniowana jako ciśnienie wywierane przez jeden milimetr słupa rtęci (o gęstości 13,5951 g/cm³, przy przyspieszeniu ziemskim 9,80665 m/s²), stąd jej nazwa.
Zbliżoną jednostką jest tor.